# Dagmar Gufler
Dagmar Gufler (...) è un'ex sciatrice alpina italiana.

## Biografia
Dagmar Gufler vinse la medaglia di bronzo nella combinata ai Campionati italiani nel 1985; non prese parte a rassegne olimpiche né ottenne piazzamenti ai Campionati mondialio in Coppa del Mondo.

## Palmarès

### Campionati italiani
- 1 medaglia[1]:
  - 1 bronzo (combinata nel 1985)